# Neidingswerk
Il termine Neidingswerk è un neologismo tedesco creato per tradurre il termine presente nella antica letteratura norrena "níðingsverk", che si riferisce a un atto insultante e profondamente sprezzante.
Le fonti di questo complesso di idee storico-mentali sono le saghe islandesi, l'Edda in prosa scritta in Islanda all'inizio del XIII secolo, l'Edda poetica scritta intorno al 1270, che presumibilmente si basa anche su fonti più antiche, il cui contenuto, almeno alcuni dei suoi poemi, potrebbe anche essere stato scritto nel periodo precedente l'anno 1000. Inoltre, ci sono singole fonti legali scandinave dall'XI al XIII secolo. Il neologismo "Neidingswerk" o "Neidingschaft" si riferisce quindi alla storia dell'alto medioevo scandinavo, o più specificamente dell'Islanda. I fenomeni storico-culturali associati al Níð non dovrebbero quindi essere semplicemente trasferiti alla situazione storico-mentale dei popoli di lingua germanica dell'Europa centrale, che vissero durante il periodo imperiale romano e nel periodo della Völkerwanderung, cioè ben prima dell'VIII/IX secolo e al di fuori della Scandinavia.

## IlNíð
La prima parte della parola è Neidingswerk è Níð e significa "insulto" e "disonore"; è una parola esclusivamente norrena occidentale o islandese antica e denota alcuni tipi di insulti temuti, punibili con pene severe. Un tempo si pensava che il disonore si riferisse essenzialmente al fatto che un uomo personalmente libero avesse assunto il ruolo passivo nel contesto di un rapporto sessuale omosessuale tra uomini. Ma la connessione con i termini argr ed ergi, che si riferiscono non solo al comportamento sessuale (cioè il comportamento passivo e omosessuale di uomini nati liberi), ma anche alla codardia personale in relazione al contesto guerriero e ad altri comportamenti ignominiosi che gli scandinavi medievali considerano incompatibili con l'onore di un uomo libero, dimostra che Níð deve essere inteso in un modo più ampio.
Coloro contro i quali era diretto il Níð erano persone che, secondo la società scandinava medievale, avevano commesso o si pensava avessero commesso gravi atti di ignominia. Tali atti erano riassunte sotto il termine Neidingswerk e le persone indicate come neiding. Tuttavia, è indiscutibile che gli aggettivi norreni argr o ragr ed ergi abbiano chiaramente connotazioni sessuali. A questo proposito, Elmar Seebold afferma: «arg, adj. Std. (VIII secolo), mhd. arc, ahd. ar(a)g; da g. * arga-, agg. >vigliacco<; la parola è considerata nell'antichità come una scurrilità e ha evidentemente un significato sessuale secondario, probabilmente giocando sul ruolo passivo nel rapporto omosessuale. Attestato in anord. argr e ragr (con metatesi tabù) ae. earg, afr. erg.». Questa concezione sessuale scandinava medievale, che rivela ancora l'influenza di una mentalità pagana precristiana, tuttavia, condannava solo la passività sessuale degli uomini nati liberi e abili - cioè uomini che avevano superato la fanciullezza - come vergognosa nel senso di Níð e argr, mentre, d'altra parte, il ruolo attivo di un uomo libero nel contesto dei rapporti omosessuali con schiavi maschi apparentemente non era oggetto di alcuna condanna etica. In quest'ultimo caso, anche la passività sessuale dello schiavo coinvolto sembra essere accettata. La fonte di prove per questa etica sessuale può essere trovata, tra le altre, nell'antica Saga norrena di Guðmundar. Anche l'accusa di rapporti sessuali con animali ("tidelag") era estremamente diffamatoria. Un altro significato di "arg" era "mago". Ovviamente, con la stregoneria, era implicito un comportamento femminile, soprattutto nella pratica del seiðr. Ma il significato più importante era che in generale l'arg esprimeva mancanza di virilità, codardia ed effeminatezza, che deriva dal ruolo passivo nell'omosessualità.
La diversa valutazione dell'omosessualità attiva e passiva è chiaramente espressa in un episodio di Sneglu-Halla þáttr: l'hirðmann del re Harald Hardråde, Halli, vuole acquistare un magnifico toro da esso. Si sviluppa il seguente dialogo sul possibile acquisto: Il re chiede: «Ti lascerai serðast (usare sessualmente) per il toro?». Halli quindi risponde «Non credo che ci sarebbe niente da dire al riguardo se posso venderlo (a te) nello stesso modo in cui l'ho comprato». Allora il re gli diede il toro, perché gli era stato dato lui stesso. Anche se questo aneddoto non è storico, mostra che l'omosessualità attiva non era condannata, altrimenti l'autore non avrebbe lasciato che il re formulasse questa richiesta. E quando Halli gli chiede di assumere il ruolo passivo in un riacquisto, il re deve rifiutare.
Le descrizioni del Nið mostrano che l'accusa si basa la coppia di opposti maschile + umano: femminile + animale.
Il Nið non era limitato agli uomini: anche le donne potevano anche essere esposte ad abusi sessuali. La fornicazione, l'incesto e la ninfomania erano i fattori scatenanti, ma anche il comportamento maschile. Nella Laxdæla saga, Guðrún si innamora di Þórðr Ingunnarson, anche lui sposato, durante il suo (primo) matrimonio con Þorvaldr. Al fine di rompere i matrimoni, misero in giro una voce secondo cui il marito di Guðrún indossava abiti da donna e la moglie di Þór indossava pantaloni a scacchi. Entrambe le accuse portarono ciascun matrimonio a un divorzio perché comportavano disonore. Tuttavia, il modello di comportamento femminile era più permeabile. Le donne potevano assumere ruoli maschili, come la gestione di una fattoria, senza perdere il loro onore femminile. Nella mitologia è inoltre presente la dea Skadi, una dea della caccia che agisce in modo maschile, anche le valchirie mostrano anch'esse un modello di comportamento maschile. Al contrario, il ruolo maschile era rigidamente fissato su un'etica aggressiva e anche l'atto di mungere era considerata disonorevole per un uomo.
D'altra parte, è degno di nota che in tutta la letteratura islandese antica non viene menzionato alcun caso di omosessualità effettivamente praticata, ma solo le relative accuse verbali. Anche le leggi non si occupano di questo, ma solo dell'accusa.

## I due Níð
Nel Gulathingslov, vi sono due Níð: con Níð si può intendere parole e versi oppure dei pali di legno con sopra delle incisioni.

### Il Níð a parole
Il Níð a parole era denominato "Tunguníð". Ci sono pochissime prove per questo termine, anche se gli insulti gravi sono frequentemente riportati.

#### Legislazione
Nel Gulathingslov c'è scritto:
(Gulathingslov § 138.)
"Gylvin" è una scurrilità speciale, il cui significato non è noto.
Poco più avanti, si aggiunge:
(Gulathingslov § 196.)
Anche nei Grágás questi insulti sono severamente puniti. Le punizioni sono uguali a quelle per l'omicidio.

#### Saghe
La descrizione più nota del Nið a parole si trova nella Brennu Njáls saga. Ci sono due scene chiave:
Quando Höskuld, il figlio adottivo di Njál, viene ucciso, la sua vedova Hildigunnr chiede a suo zio Flosi di vendicarsi del suo assassino Skarphedin, uno dei figli di Njáls; tuttavia questo desidera portare il caso davanti al thing. Allora Hildigunnr gli getta addosso il mantello di Höskuld con il suo sangue, dicendo: «Questo mantello tu, Flosi, l'hai dato una volta a Höskuld, e ora io te lo restituisco. È stato ucciso in esso. Chiamo Dio e tutti i buoni uomini a testimoniare che per le meraviglie del tuo Cristo, per il tuo onore di uomo, e per la tua reputazione e posizione irreprensibile, ti assicuro di vendicare ogni singola ferita che Höskuld ha ricevuto alla sua morte, altrimenti sarai disprezzato da tutti come un codardo disonorevole». Flosi gli strappa il mantello dalle spalle e lo getta davanti al petto di Hildigunnr. «Sei un mostro, dopotutto!» grida. «Vuoi che facciamo proprio la cosa che ci porterebbe tutti alla rovina. Freddi, dopo tutto, sono i consigli delle donne». Flosi reagisce così violentemente che la sua faccia diventa alternativamente rossa come il sangue, pallida come l'erba invernale e scuro come Hel.
La seconda scena si svolge all'Allthing.
Il caso di omicidio colposo di Höskuld viene ascoltato ed iniziano le trattative tra i figli di Njáll e Flosi. Vengono nominati dodici arbitri che stabiliscono un guidrigildo tre volte più grande del normale per omicidio colposo ed il denaro viene raccolto in una pentola. Alla fine Njáll aggiunge una preziosa veste di seta. Flosi inizialmente è soddisfatto dell'importo, ma poi chiede tre volte chi ha aggiunto la veste di seta. All'inizio nessuno risponde, poi Skarphedin chiede: «Chi pensi che l'abbia messo lì?» Flosi risponde: «Se vuoi saperlo, ti dico quello che penso: l'avrà messo giù tuo padre, il ragazzo senza barba di cui molti non sanno se è maschio o femmina». Skarphedin risponde: «È da vigliacchi esporlo a tali accuse ora che è vecchio, mentre non si è mai osato farlo mentre era ancora in forze. Siate certi che è un uomo, perché ha fatto dei figli per sua moglie. Anche alle nostre mura di corte, pochi parenti giacciono sepolti impuniti, senza che noi li vendichiamo». Poi strappa la veste e lancia a Flosi un paio di pantaloni blu, dicendo che ne aveva più bisogno. «Perché dovrei averne più bisogno?» chiede Flosi. «Perché si dice che tu sia la sposa del troll di Svínafell, che viene ogni nona notte e ti prende come sua moglie». Con questo, il confronto ha termine la faida fa il suo corso.
La prima scena mette in evidenza uno dei temi principali della Njáls saga: il contrasto tra la vecchia visione morale, in cui si deve rispondere all'uccisione con l'uccisione, e quello nuovo, che cerca di risolvere i conflitti attraverso la lotta e il guidrigildo. La cosa cruciale qui è che la pace sia ripristinata in modo tale che nessuno perda la sua reputazione e posizione sociale. Sia Flosi che Njáll sono uomini di pace che capiscono che le faide estirpatrici devono essere fermate. Eppure, agli occhi di Hildigunnr, è un cattivo vigliacco e disonorevole se rinuncia alla vendetta di sangue. Questo contrasto irrompe nella seconda scena. Flosi interpreta il dono di Njáll e le parole di scherno di Skarphedin come una conferma delle accuse di Hildigunnr. Infatti Skarphedin insiste sul fatto che nella sua famiglia non è consuetudine che i parenti uccisi giacciano senza vendetta nelle loro tombe, il che colpisce indirettamente Flosi, che sta per rinunciare alla sua vendetta, accusandolo inoltre di omosessualità passiva con un troll.
Nei Grágás, l'accusa che un uomo sia "sorðinn" o "ragr/argr" è punita con un pieno guidrigildo, cioè come l'omicidio e più dura delle lesioni corporali. La parola "sorðinn" denota un comportamento sessuale sfrenato, non limitato all'omosessualità. Il poema Grettísfærsla del XIV secolo tramandato nel manoscritto AM 556a, che fu probabilmente cancellato nel XVI secolo a causa della sua oscenità, ma visibile con l'aiuto della luce ultravioletta, racconta, tra le altre cose, che Grettir abusò sessualmente di ragazze, vedove, mogli di ogni tipo, figli di contadini, prevosti, servitori reali, abati e badesse, mucche e vitelli, tutto ciò che era vivo; in ciò è chiamato "sorðinn". Mentre tale parola si riferisce alle azioni, ragr/argr si riferisce all'habitus di una persona, alla sua qualità.
Nella Egils saga è riportato che un tungunið fu scolpito con le rune su un Neidstange. Secondo le norme molto dettagliate sulla poesia Níð nelle antiche leggi norrene, sembra che ci sia stata una tradizione molto elaborata di questa poesia beffarda: il termine indicherebbe la presa in giro per mezzo di una lode esagerata. I versi in questione, tuttavia, non sono stati tramandati. Durante il periodo missionario, in ogni caso, in Islanda il clero cristiano era particolarmente esposto a tali derisioni: così uno sconosciuto skald islandese scrisse un poema su Þorvaldr viðforli (il viaggiatore), che era tornato in Islanda come cristiano nel 980, e sul suo amico vescovo Freðrik, che voleva evangelizzare l'Islanda:
| Hefr bǫrn borit byskup níu þeira's allra Þorvaldr faðir | Il vescovo ha dato alla luce nove figli, e Þorvaldr è il padre di tutti loro. |

Questa voleva probabilmente essere un'allusione ai "figli di Dio" e ai nove convertiti, che qui si pensa siano nati da una relazione sessuale tra il vescovo Friðrek e Þorvaldr, e l'abito del vescovo potrebbe anche essere visto come femminile. Inoltre, un missionario non portava armi, un altro tratto poco virile. Tuttavia, è evidente che anche Þorvaldr, a cui è assegnata la parte maschile, è incluso nella beffa. Sørensen commenta che la disapprovazione anche dell'attivo Þorvaldr non corrisponde alla concezione morale precristiana e quindi ritiene che tali valutazioni siano state enfatizzate dal cristianesimo. Inoltre, l'atto omosessuale, cioè l'atto umiliante nei confronti di un amico, rappresentava una forma speciale di "arg", che rendeva anche la parte attiva neiding.
Questa combinazione, che accanto alla vittima effettiva dell'abuso il suo amico o parente è anche vituperato come parte attiva, anche se secondo la visione dell'epoca la parte attiva non avesse fatto nulla di disonorevole sul piano sessuale, porta in alcune saghe alla catastrofe.

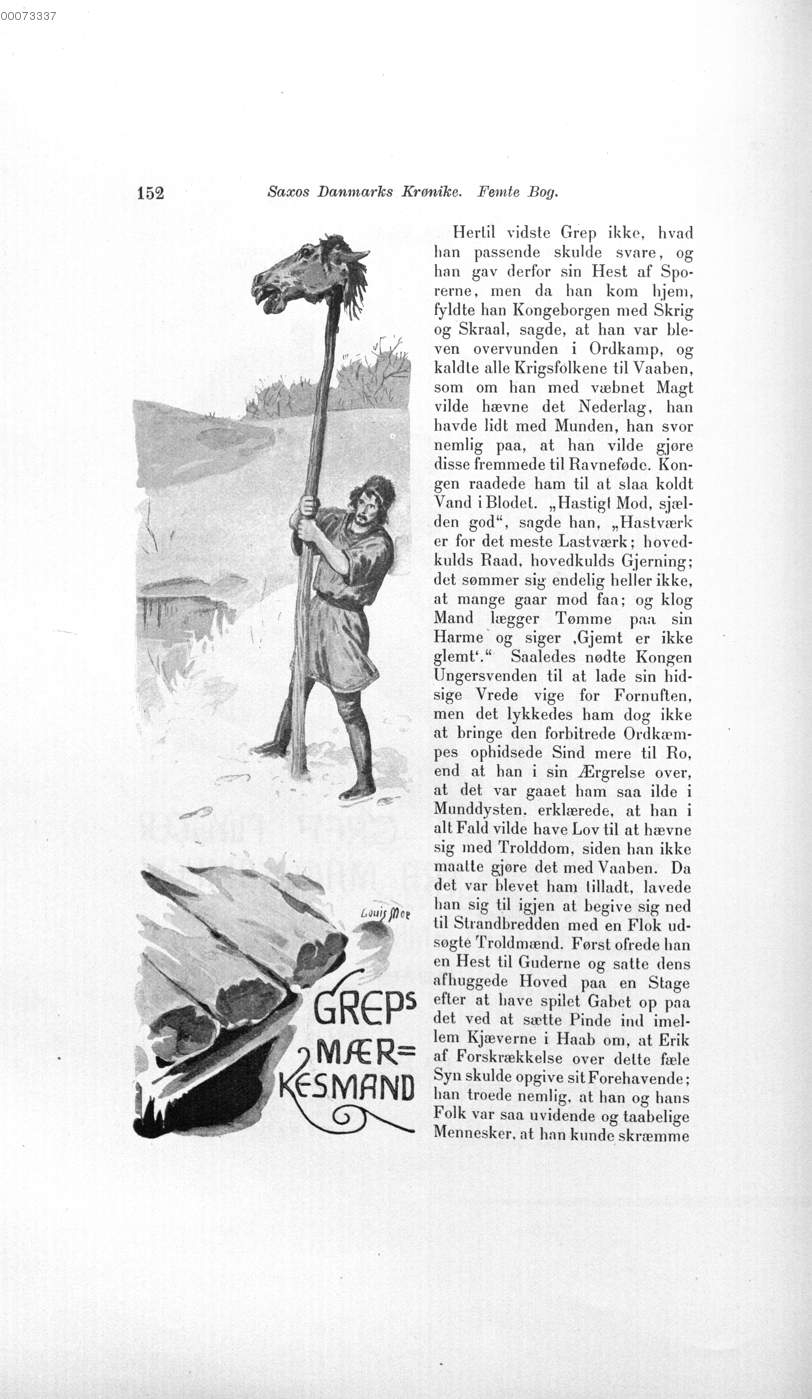
Una Hohnstange/nithing pole su Saxo Grammaticus, Gesta Danorum, tr. Frederik Winkel Horn (in danese) - illust. Louis Moe (1898).

## LaHohnstange/Nithing pole
La parola Hohnstange è l'espressione tedesca per l'antica parola norrena "Níðstöng", mentre l'inglese usa il termine nithing pole. Si trattava di un palo di legno con dei simboli sopra che aveva lo scopo di deridere pubblicamente un'altra persona. La parola compare solo nella Grágás saga e nella Egils Skalla-Grímssonar. Tuttavia, la circostanza a cui si riferisce è descritta più spesso, altrimenti si usa la parola "Níð" per essa.
Di solito era un palo di legno ma esistevano anche costruzioni molto più complesse, come mostra la seguente descrizione:
(– Bjarnar saga Hítdœlakappa capitolo 17)
Mentre è chiaro che quello davanti dovrebbe rappresentare Thordur, la persona dietro non può essere individuata. Si ritenne che questo fosse il suo avversario Björn, ma questa ipotesi è stata respinta perché Björn aveva creato il Neidstange e non voleva certo insultarsi da solo. Piuttosto, solo Thordur doveva essere umiliato.
Una scena simile è raffigurata nella Gísla saga Súrsonar. Skeggi corteggia Þórðís, la sorella di Gísli, ma viene respinto. Crede che una storia d'amore con Kolbjörn sia la causa del rifiuto e sfida quest'ultimo a un holmgang. Kolbjörn, tuttavia, non appare all'ora stabilita. Allora Skeggi proclama il suo trionfo con un Neidstange raffigurante Kolbjörn e Gísli, espressamente allo scopo di deriderli entrambi. Sebbene la saga manchi di una descrizione più precisa, Sørensen ritiene che quello davanti fosse Kolbjörn e quello dietro Gísli. La cosa che deve essere spiegata è che, secondo la concezione morale dell'epoca, quello dietro non faceva nulla di disonorevole. Secondo Sørensen, il disonore in questo caso era che Gísli avesse abusato del suo futuro cognato nella raffigurazione, umiliandolo e quindi diventato neiding di lui eseguendo questo "arg".
Di solito veniva eretto un palo di legno intagliato con la testa di un uomo su cui veniva impalato il corpo o la testa di un cavallo. Anche Saxo Grammaticus descrive un tale palo. Tuttavia, le dichiarazioni delle saghe sono molto poco dettagliate, così che si hanno solo pochi esempi sul come appariva concretamente. Uno di questi esempi (vedi sotto per un ulteriore approfondimento) è, come scritto a inizio paragrafo, la Egils Skalla-Grímssonar:
(Saga Skallagrímssonar, capitolo LX (60), tradotto in inglese da W. C. Green (1893).)
Una fonte inglese del 1272 menziona un palo con una testa di un cervo che aveva lo scopo di ridicolizzare il re e i suoi guardiacaccia. Dalla Germania ci è pervenuto un volantino del 1621 diretto contro l'Elettore palatino Federico V. Su di esso è raffigurata una testa di cavallo posta su un palo. Come mostra il contesto, questo palo non era inteso solo per insultare, ma era anche considerato come un rimedio contro ratti e parassiti.
Nel presente, l'abitudine anacronistica di deridere le persone per mezzo di questi Hohnstange è stata ripresa nel XXI secolo sia in Islanda che in Norvegia. Con motivazioni politiche o private, vistose controversie furono rese pubbliche. Ad esempio, nel 2007 l'organizzazione ambientalista Saving Iceland ha criticato una "manifestazione politica di impotenza" installando un Hohnstangen con una testa di un cavallo impalata sul monumento all'eroe dell'indipendenza Jón Sigurðsson davanti al parlamento in segno di protesta contro la costruzione di una centrale elettrica e una fonderia di alluminio.

### Niðattraverso i fatti
Il disprezzo umiliante poteva anche essere innescato da certi atti. Era già disdicevole essere gettati a pancia in giù perché si esponevano le natiche. Nella Gísla saga Súrssonar, la seconda parte del verso di dialogo pronunciato da Gísli era:
Böllr á byrðar stalli

brast; kannkat þat lasta.
che di solito è lessicalmente corretto con
Palla a bordo dei carichi (= spalle)

abbaia, non posso biasimarlo
Può anche essere letto come una kenning altrettanto correttamente, perché le parole hanno anche un secondo significato.
Il pene ha colpito duro

sul Mastspur [pezzo di legno forato sulla chiglia dove l'albero della nave è bloccato]

non posso biasimarlo.
che allude alla posizione dell'avversario in battaglia, sdraiato prono a terra e che presenta le natiche.
Mentre le ferite erano considerate onorevoli, era l'umiliazione più profonda avere dei tagli entrambe le natiche. Questo è successo, ad esempio, a un contadino che derise i guerrieri del re dopo la battaglia di Stiklestad. Þormód gli tagliò entrambe le natiche, dopodiché scappò via urlando. Sia la ferita che le urla di dolore erano una grande vergogna.
Nel Grágás, una tale ferita è chiamata "klámhögg", cioè "ferita vergognosa" che, oltre alla castrazione e ad altre ferite speciali (cavare gli occhi, tagliare il naso, la lingua, le orecchie) erano punite con il Friedlosigkeit.
È anche una grande vergogna essere picchiati da una donna, perché non ci si poteva vendicare di questa umiliazione. La violenza contro le donne era Neidingswerk.

### Níðe la magia
Le punizioni insolitamente dure e le altre conseguenze per un Níð pronunciato ingiustificatamente hanno portato a supporre che fosse più di un semplice insulto. Alcuni ricercatori credevano che al Níð fossero attribuiti anche poteri magici. Quel che è certo è che i rituali magici erano spesso associati con l'erezione di un Hohnstange. Così, quando Egill Skallagrimsson eresse un Hohnstange contro il re Erik Ascia Insanguinata, chiamò gli spiriti della terra (Landvættir) per opporsi al re e a sua moglie (vedi sopra e voce Diritto cristiano in Norvegia). Ma ci sono altri luoghi in cui nessuna azione magica è associata all'erezione dell'Hohnstange, ad esempio quando si puniva l'assenza dall'holmgang concordato. Pertanto, si dovrà probabilmente supporre una connessione possibile ma non necessaria tra Níð e la magia.

## IlNeidingswerk
La parola níðingsverk corrisponde nell'area linguistica tedesca la parola "Meintat". Quindi, il Neidingswerk inizialmente non è un concetto legale ma morale. La valutazione morale negativa che porta al disprezzo è documentata molte volte nelle saghe, ad esempio, la mancata partecipazione all'holmgang concordato, la codardia durante l'holmgang, rifiuto di nutrire un compagno feudale, mancata vendetta o il tradimento del benefattore. In questi casi non era previsto alcun reato. In epoca cristiana, vi si aggiunse l'apostasia dalla fede cristiana e l'apostata era un guðníðingr (spregevole davanti a Dio).
Ma vi erano anche Neidingstat legalmente punibili, come ad esempio aggredire un cugino biologico o un fratello di giuramento o uccidere un bambino di otto anni.
L'islandese Grágás non accenna al Neidingswerk. Ma il “Járnsíða” emesso dal re Magnus Lagabøte per l'Islanda e nello Jónsbók, entrambi della fine del XIII secolo, adottarono il concetto di Neidingswerk dalle più antiche leggi norvegesi. Nel Gulaþingslov, nel Frostaþingslov, nel vecchio Bjarkørett e nel diritto fondiario del re Magnus Lagabøte, ci sono disposizioni riguardanti il Neidingswerk. Questi riguardano essenzialmente il tradimento e le spedizioni militari contro il proprio paese. Inoltre, ci sono forme vergognose di omicidio colposo, mutilazioni e furto di cadaveri. In tali disposizioni il colpevole (chiamato neiding) di tali accuse, perde tutta la sua fortuna. L'Äldre Västgötalag riassume le azioni da qualificare come Neidingswerk in una sezione separata chiamata "Orbotæmal" e vi aggiunge la pirateria e l'uccisione di bestiame. La conseguenza legale è la «grave Friedlosigkeit» e la perdita di tutte le proprietà. Ma questa conseguenza legale non è la caratteristica comune. L'omicidio nella chiesa è descritto nella sezione sulla Chiesa come un'opera di Neidingswerk, così come il furto con scasso sempre a danno di una chiesa. Ciò che hanno in comune è piuttosto la meschinità, la vergogna dell'atto. Nella Yngre Västgötalag si aggiungono ulteriori reati, in particolare la rottura del giuramento, quindi la rottura di un accordo, ma anche la fornicazione è ivi menzionata. Il trasgressore diventa Friedlos in tutto il paese. Ma può ricomprare la pace per 40 marchi per intercessione della vittima. Un altro gruppo, che comprende gli omicidi e le mutilazioni, non è più indicibile, ma viene espiato con una pena doppia del più grave reato. Secondo le più recenti aggiunte alla legge, una metà è imposta per l'atto, l'altra per il Neidingswerk. In una terza parte sono raggruppati gli omicidi dei parenti, che non possono essere espiati nella propria patria ma solo attraverso un pellegrinaggio a Roma.
L'Östgötalag (circa 1290) non conosce il Neidingswerk in sé, ma solo il termine nel senso di scurrilità, che viene punito con tre marchi.
Nella sua Landslag (1350 circa), il re Magnus Eriksson entra di nuovo nei dettagli sul Neidingswerk. Con questa parola, si intende l'omicidio colposo di genitori, fratelli, figli e indifesi (nell'atto di nuotare o dormire) e tutto ciò è punibile con la di morte e la perdita di beni mobili.
In Danimarca, il termine Neidingswerk ricorre meno frequentemente. Nel Sjællandske Lov di Valdemaro II (circa 1216), l'omicidio colposo per vendetta dopo una penitenza concordata e promessa o dopo la garanzia di un salvacondotto è descritto come un Neidingswerk, ma è soggetto a pene patrimoniali.

## Curiosità
- Nel videogioco The Witcher 3: Wild Hunt è presente una missione secondaria denominata Nithing riguardante appunto il nithing pole.